# سالم بن محمد المحروقي
سالم بن محمد المحروقي هو سياسيٌ عُماني، يشغل منصب وزير التراث والسياحة العماني، وكان قد عيّن وزيرًا في 18 أغسطس/آب 2020.

## تعليمه
حصل المحروقي على درجة الماجستير في الشؤون الدولية من جامعة واشنطن.

## حياته العملية
شغل سالم منصب وكيل وزارة التراث والثقافة لشؤون التراث من عام 2010 حتى 2020. كما شغل منصب رئيس مجلس أمناء المتحف الوطني. بالإضافة إلى كونه وزير التراث والسايحة منذ 18 أغسطس/آب 2020.

## أوسمته
حصل المحروقي على وسام نجمة إيطاليا عام 2016.